# Visna virus
Visna virus, (sinónimos: Visna-Maedi virus, Maedi-Visna virus or lentivirus ovino) de género de la familia Lentivirinae y subfamilia Orthoretrovirinae, es un "prototipo de retrovirus que produce encefalitis y neumonía crónica en ovejas.